# Abramtsevokolonin

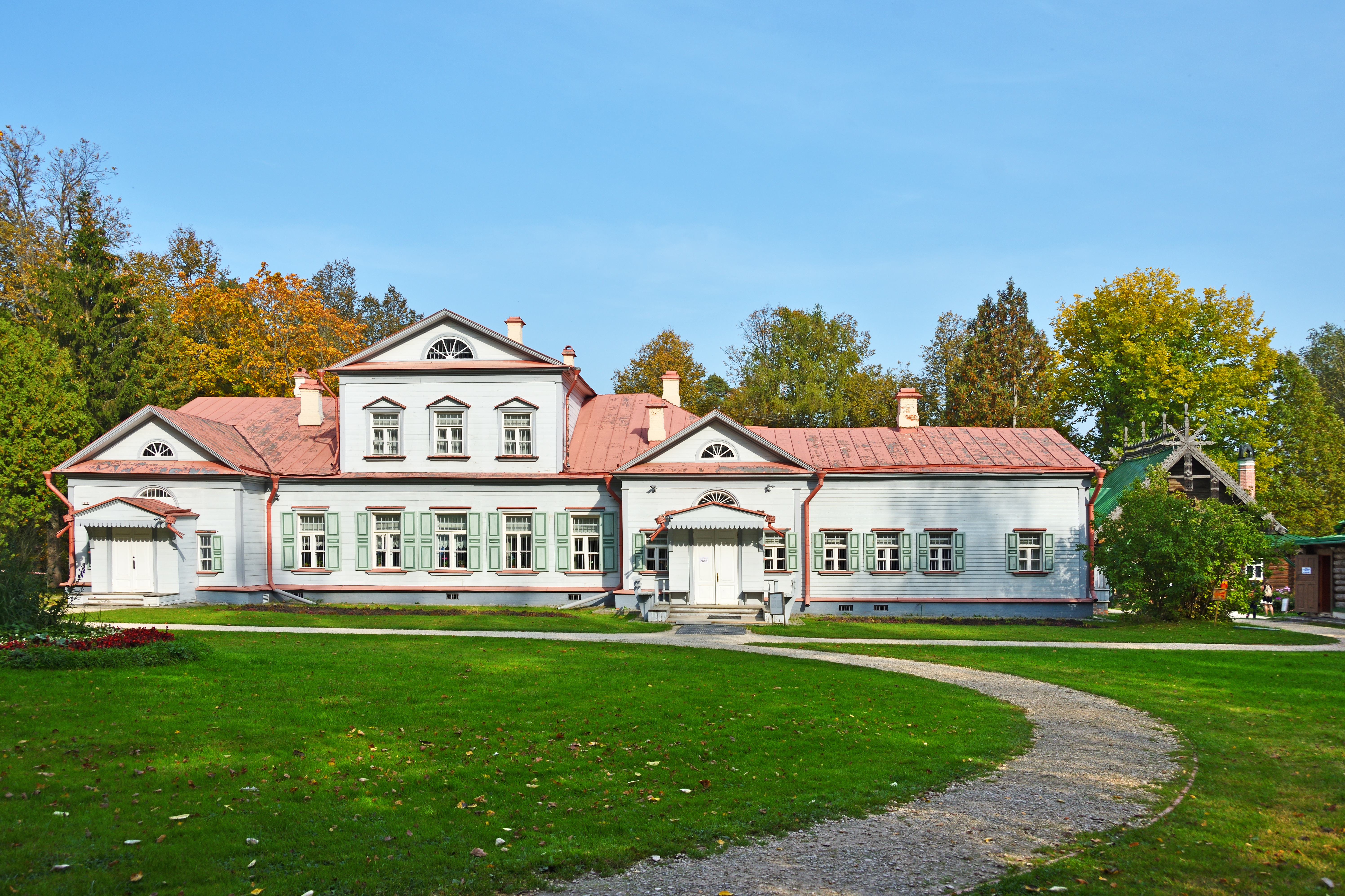
Byggnad på Abramtsevo friluftsmuseum – naturreservat.

Abramtsevokolonin var en grupp ryska konstnärer som under 1870- och 1880-talen samlades kring järnvägsmagnaten Sava Mamontov på godset Abramtsevo utanför Moskva. Där ingick Isak Levitan, Vasily Polenov, Ilja Repin, Valentin Serov, Viktor Vasnetsov och Michail Vrubel. Några tillhörde gruppen Vandrarna.

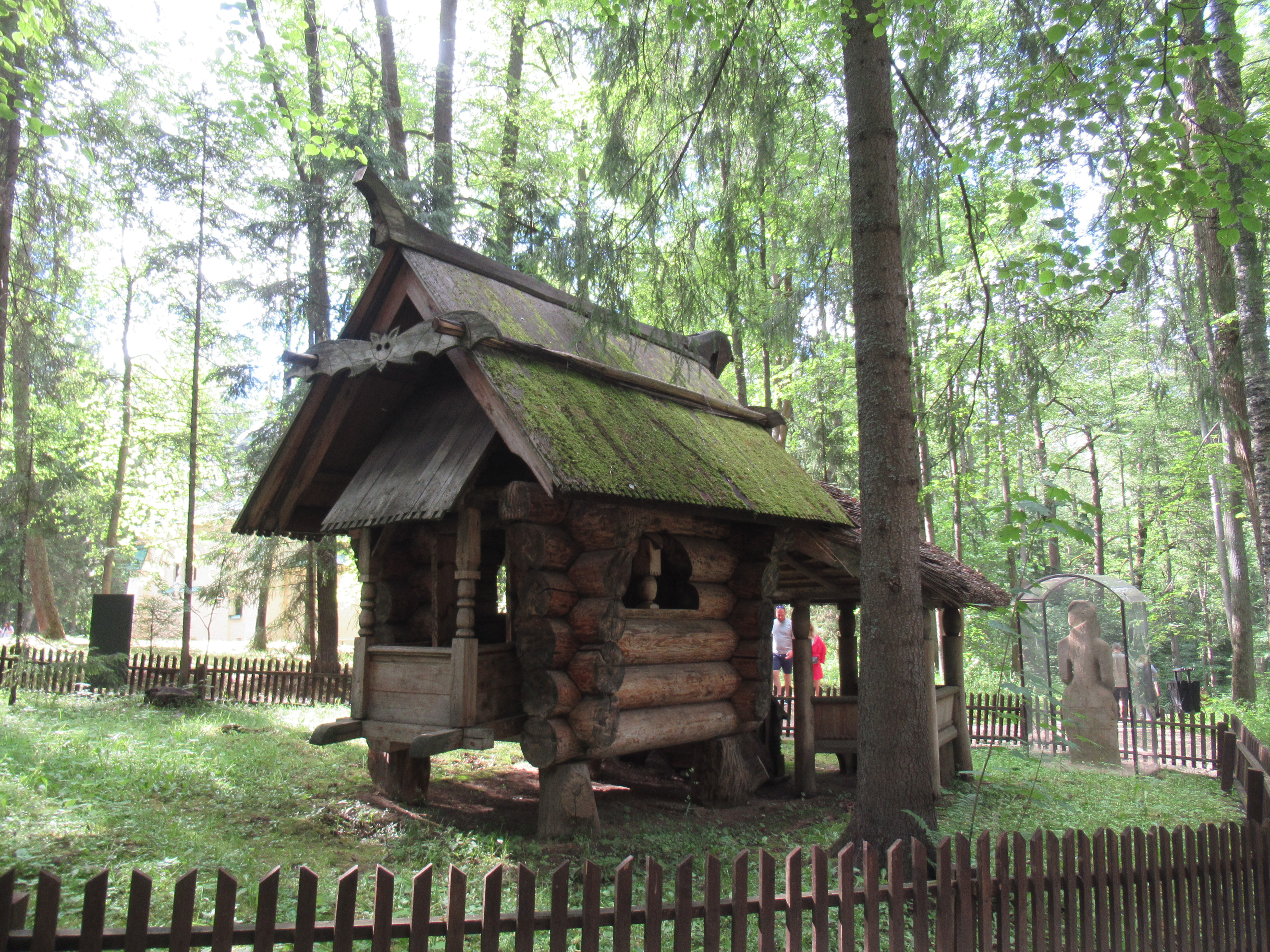
Byggnad på Abramtsevo friluftsmuseum – naturreservat.

Abramtsevokolonin hade en nationalistisk inriktning och var influerad av rysk folkkonst och den bysantinska traditionen i Ryssland. De var de första ryska konstnärer som arbetade med scendekor; de flesta av dem vid Mamontovs privata opera.

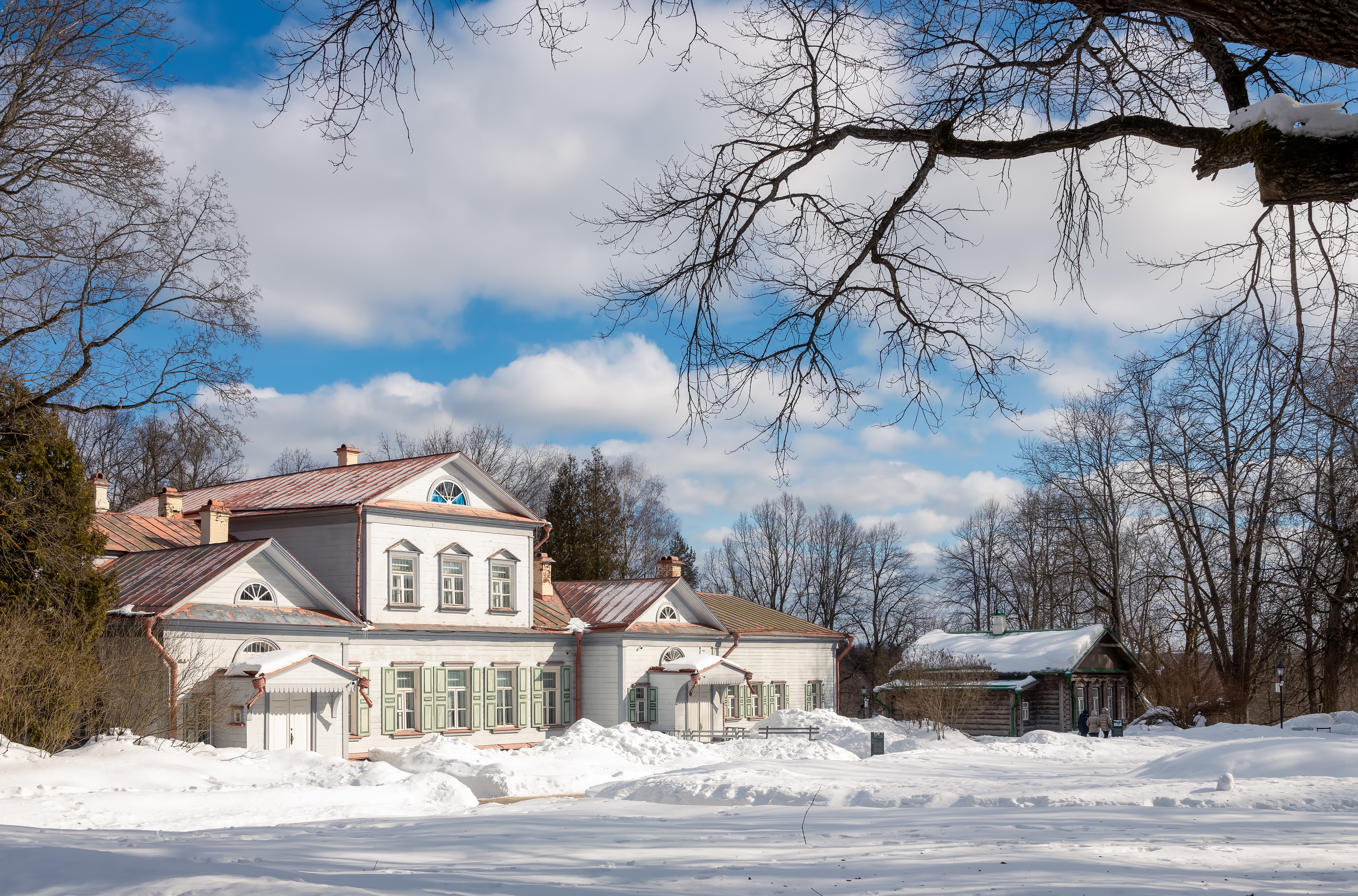
Herrgård
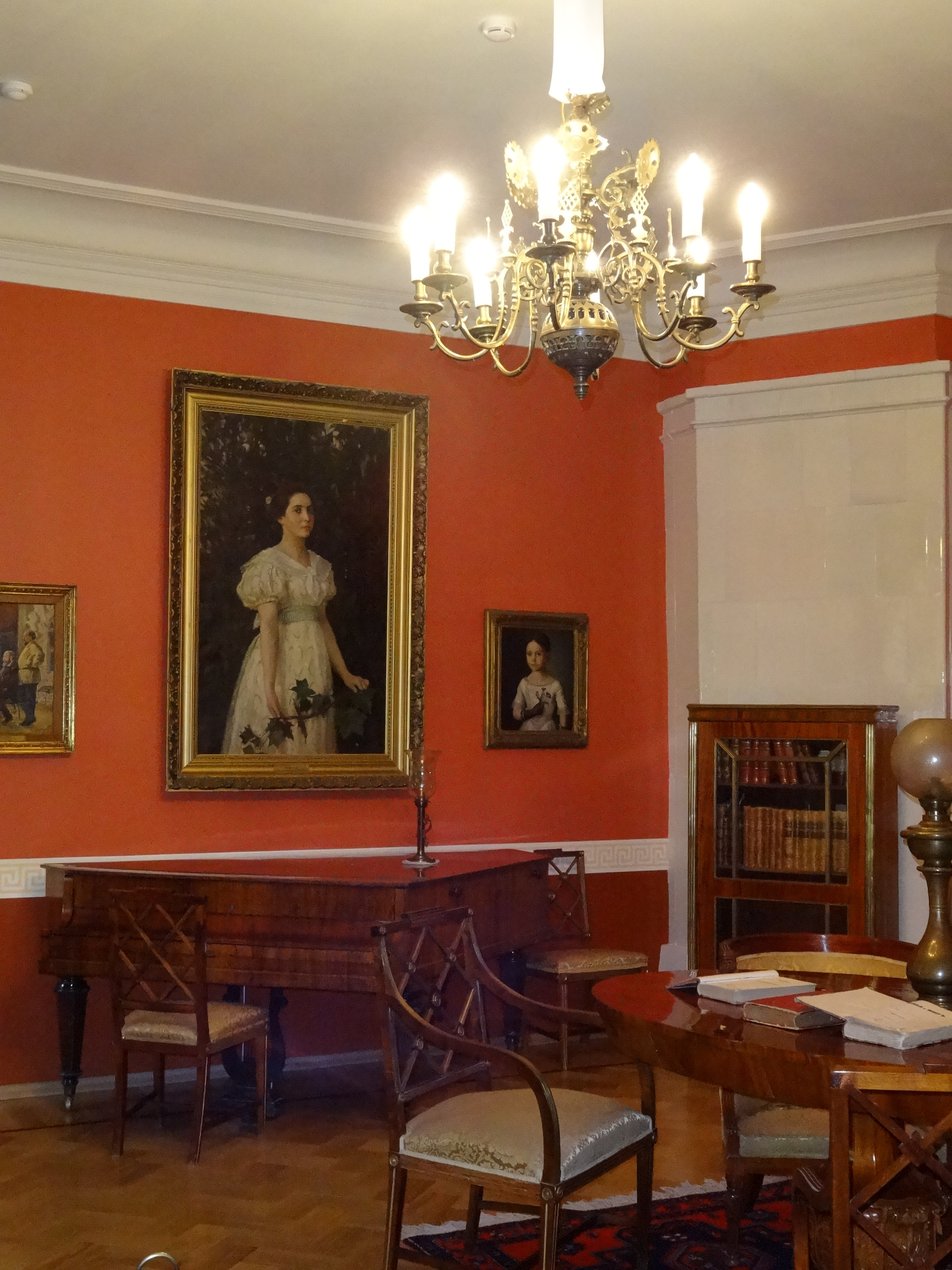
Hallon vardagsrum
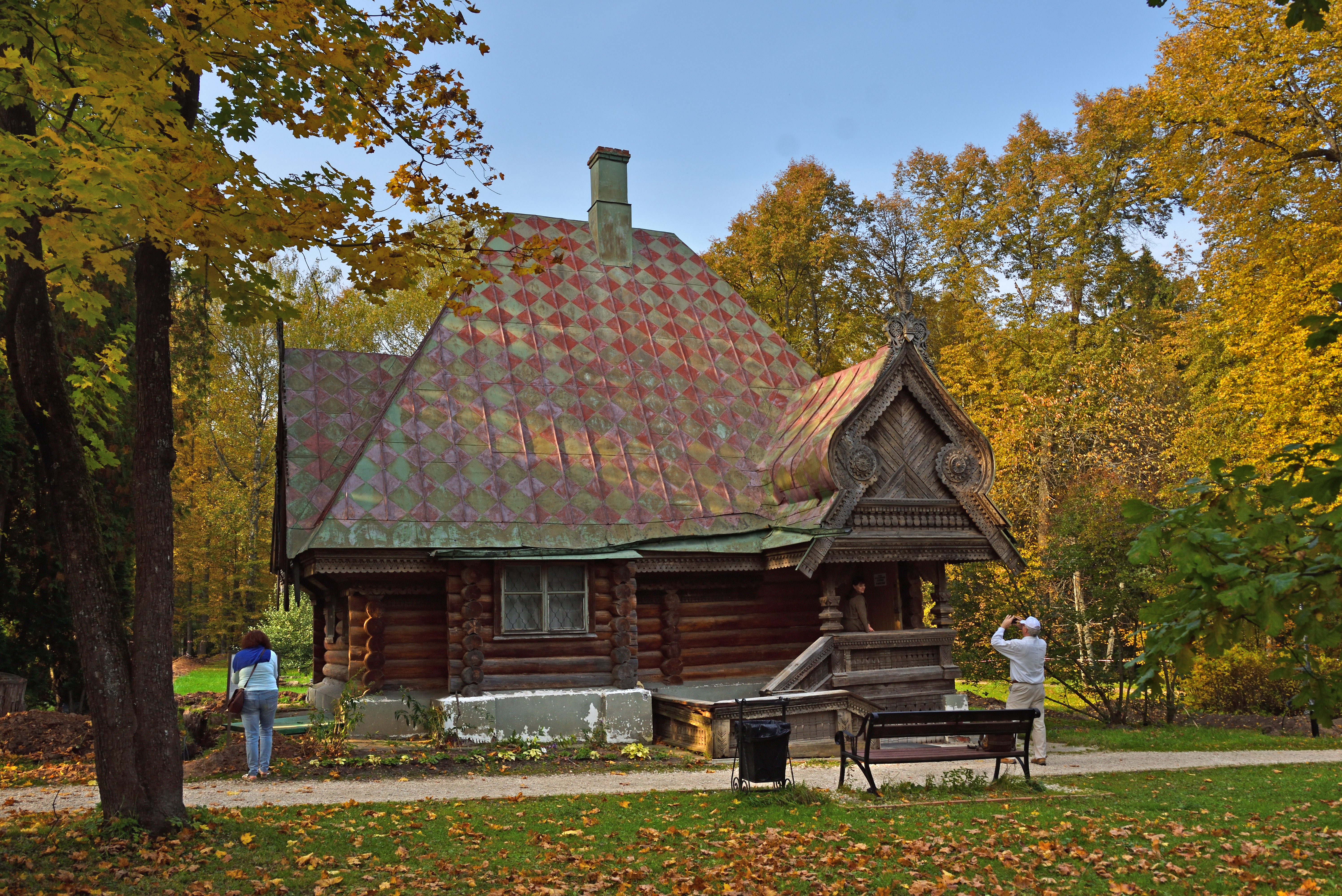
Bath-Teremok (Bastu_
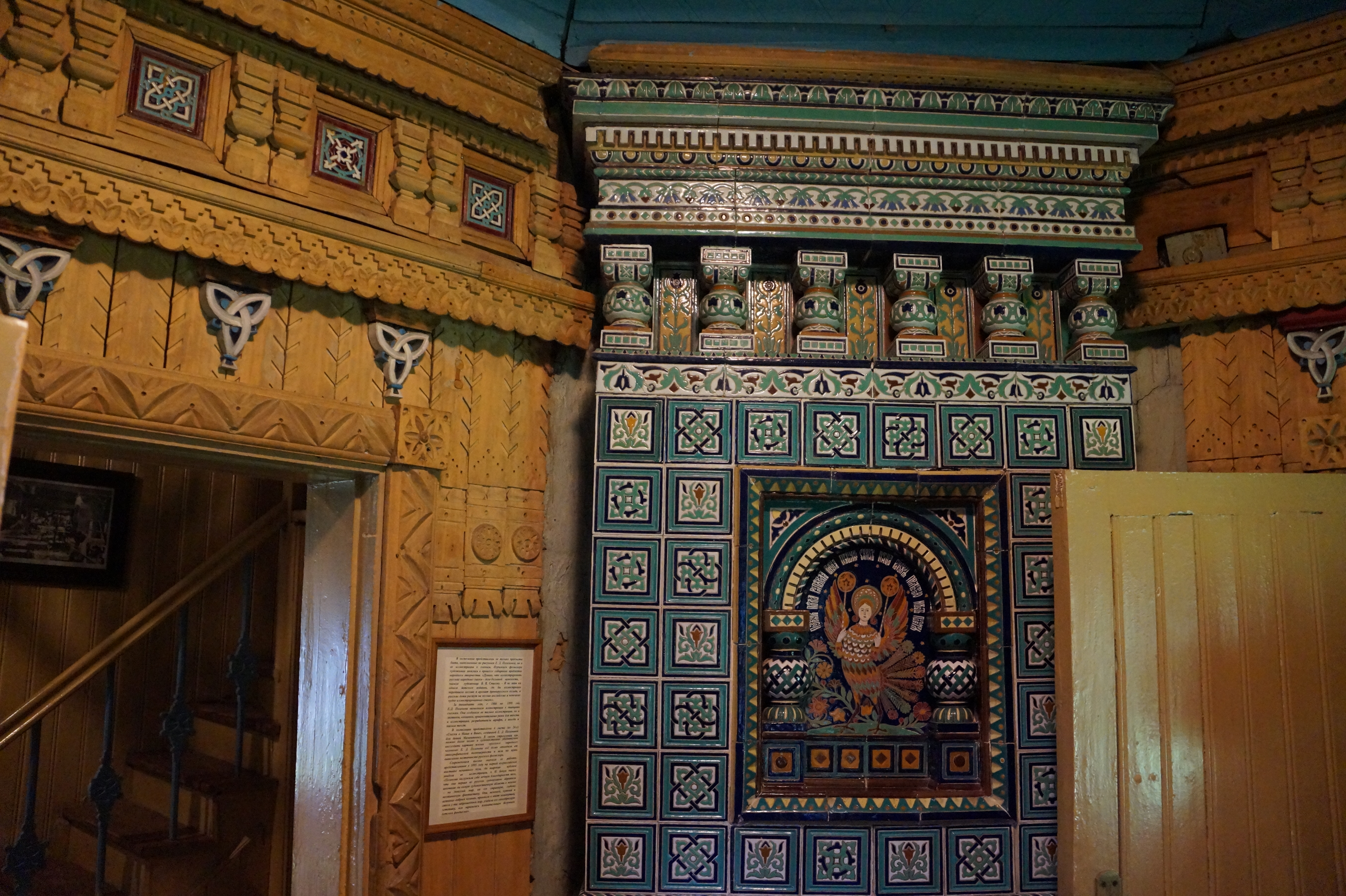
Kamin med kakel i badhuset
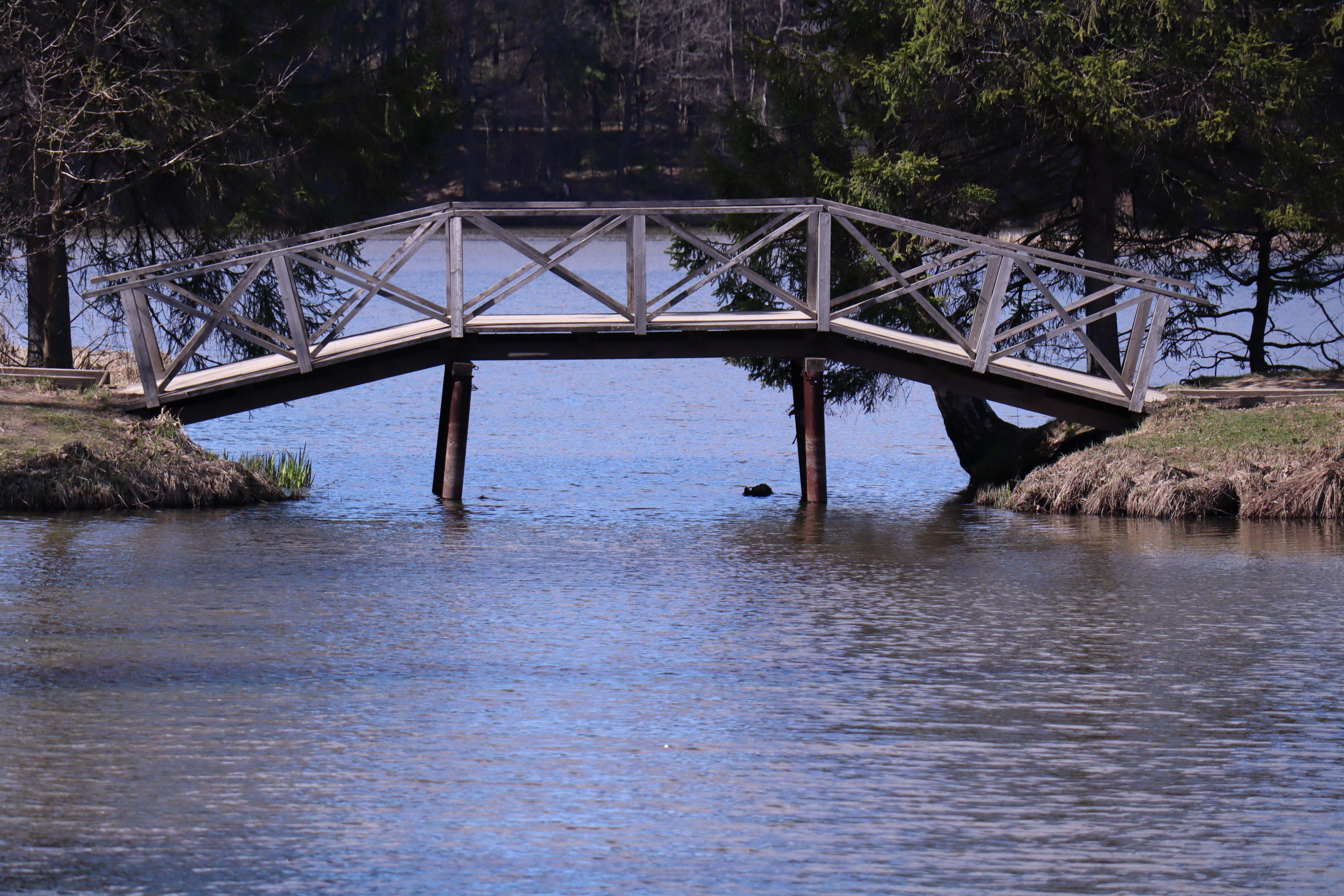
Flod
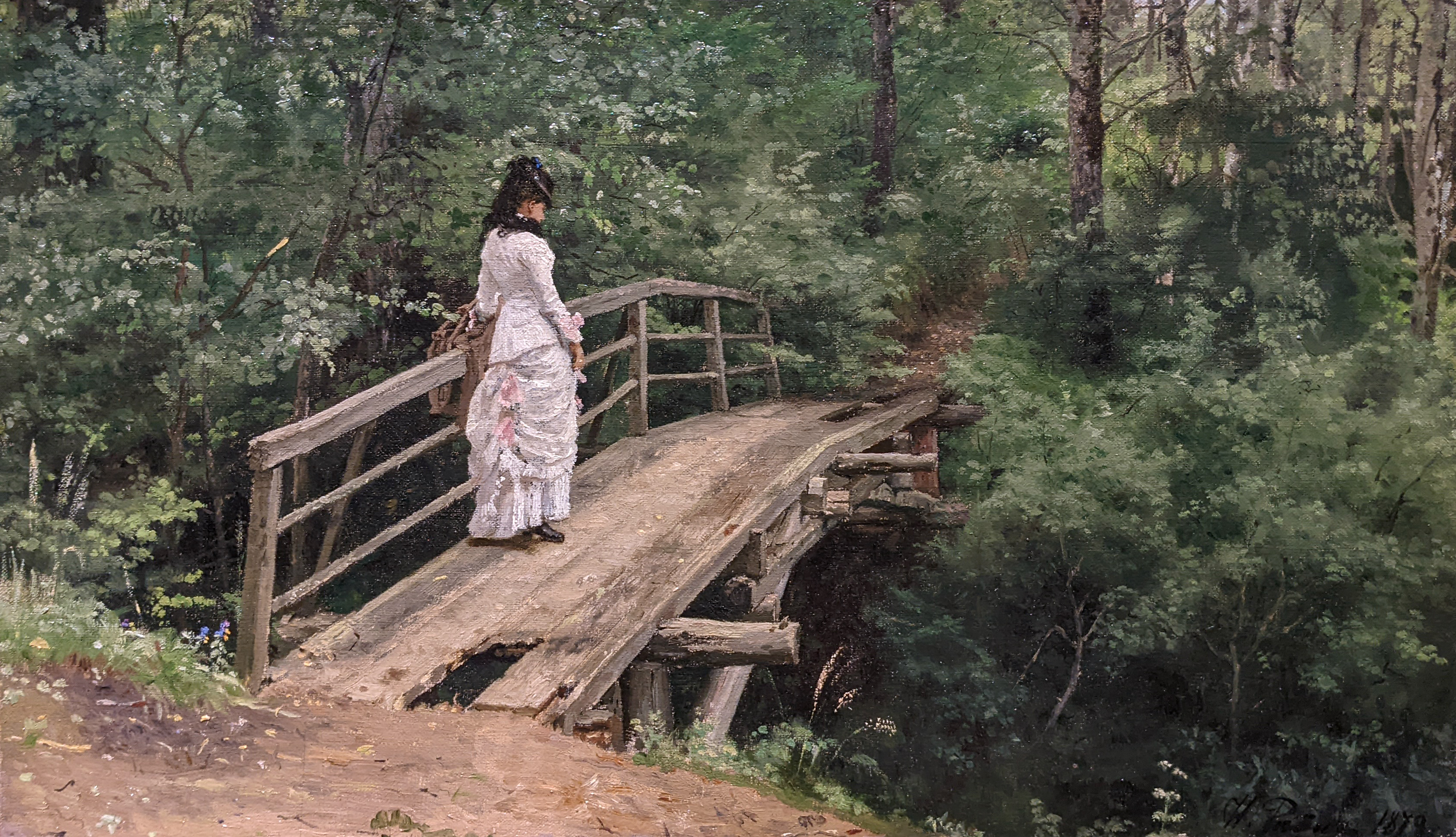
"Sommarlandskap", 1879 год
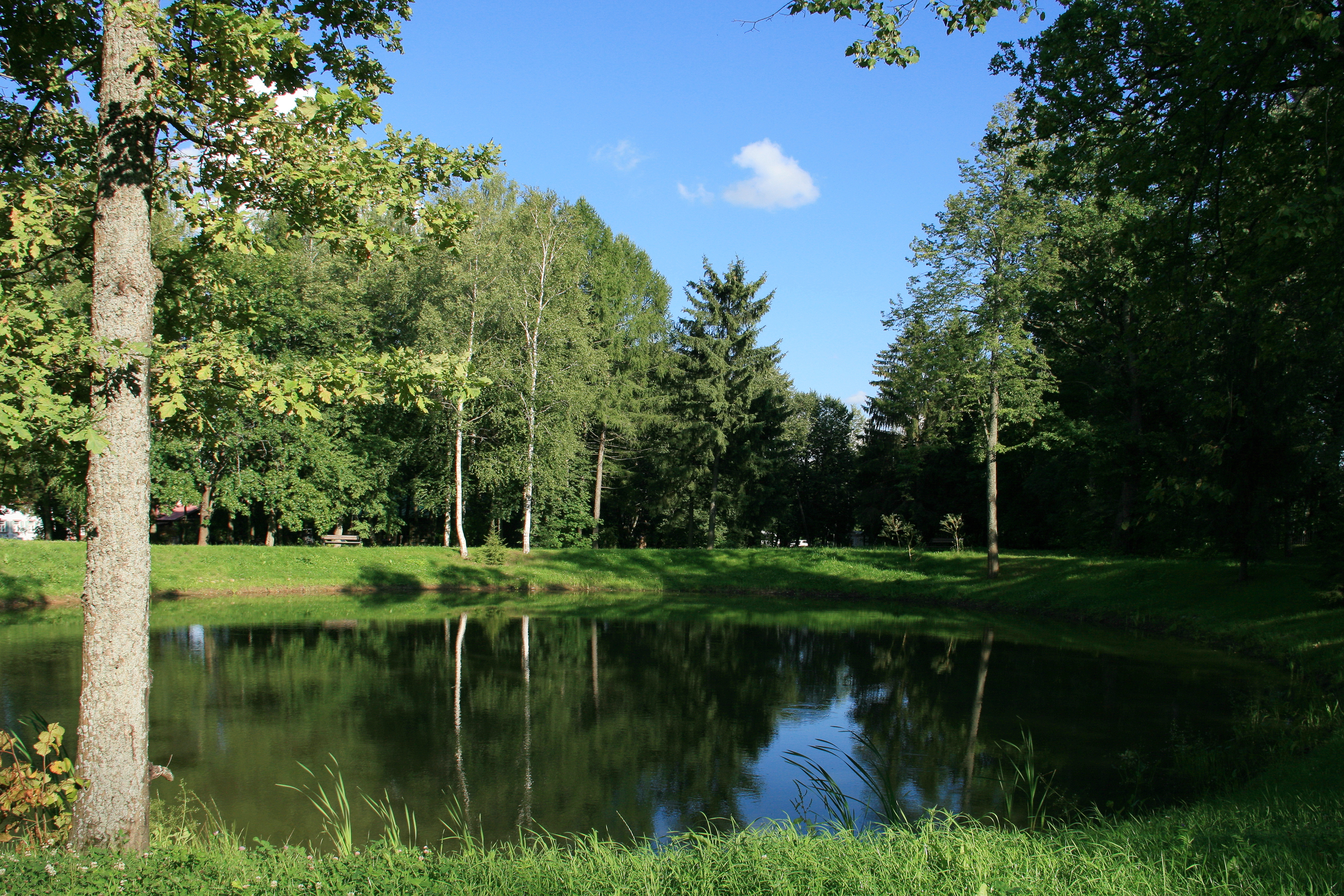
Övre damm i parken
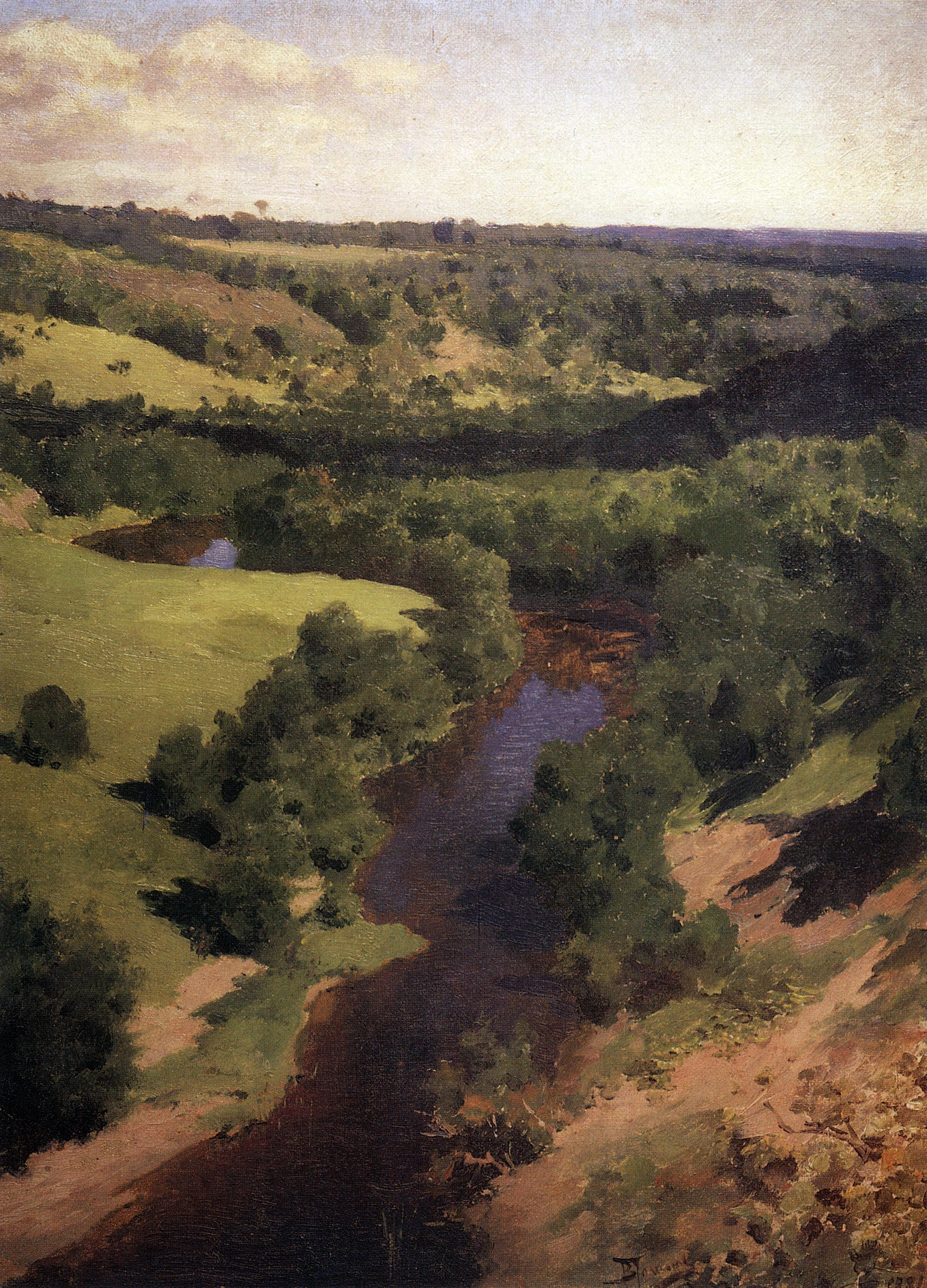
"Flod", 1881 год
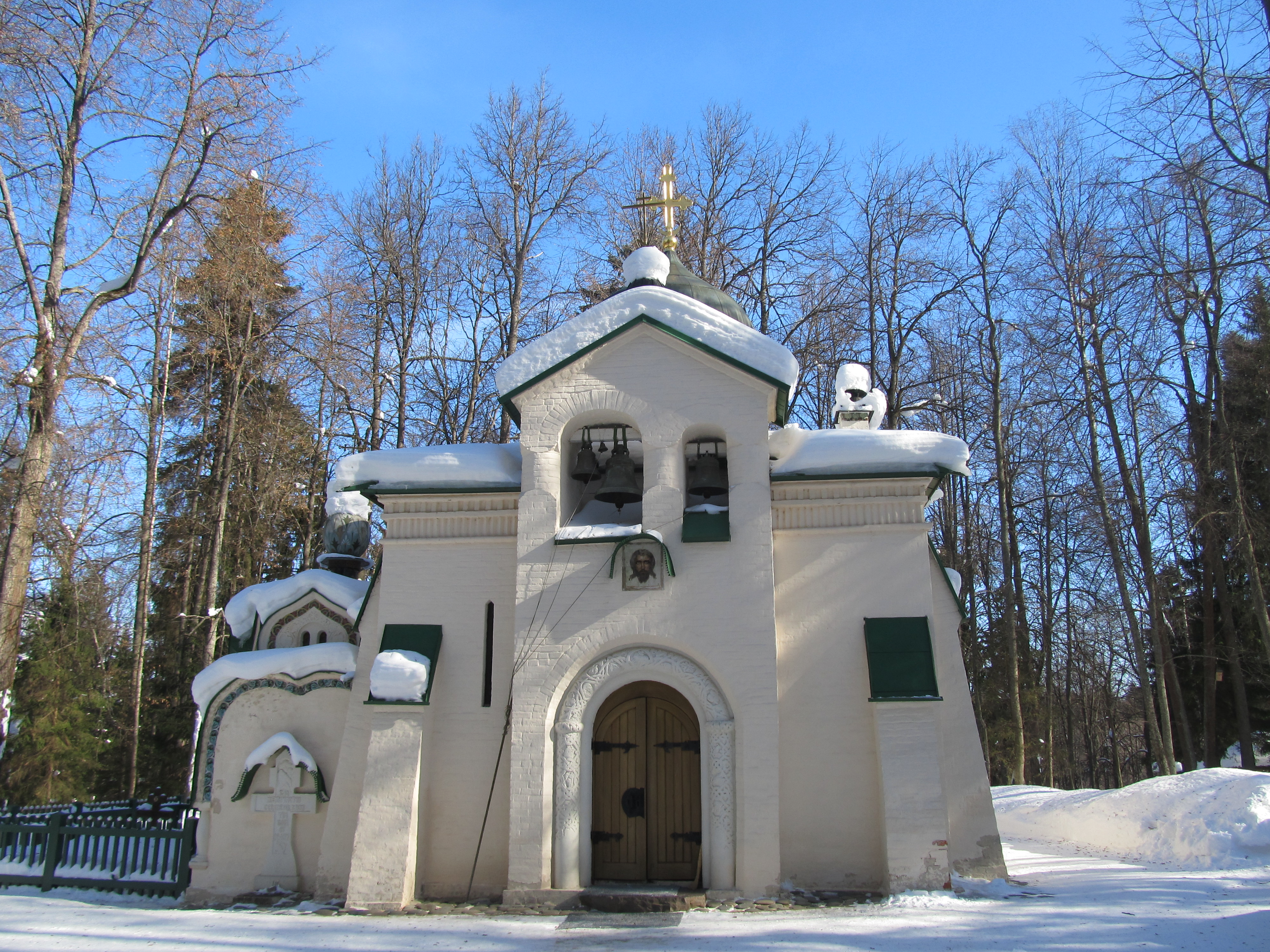
Kyrka
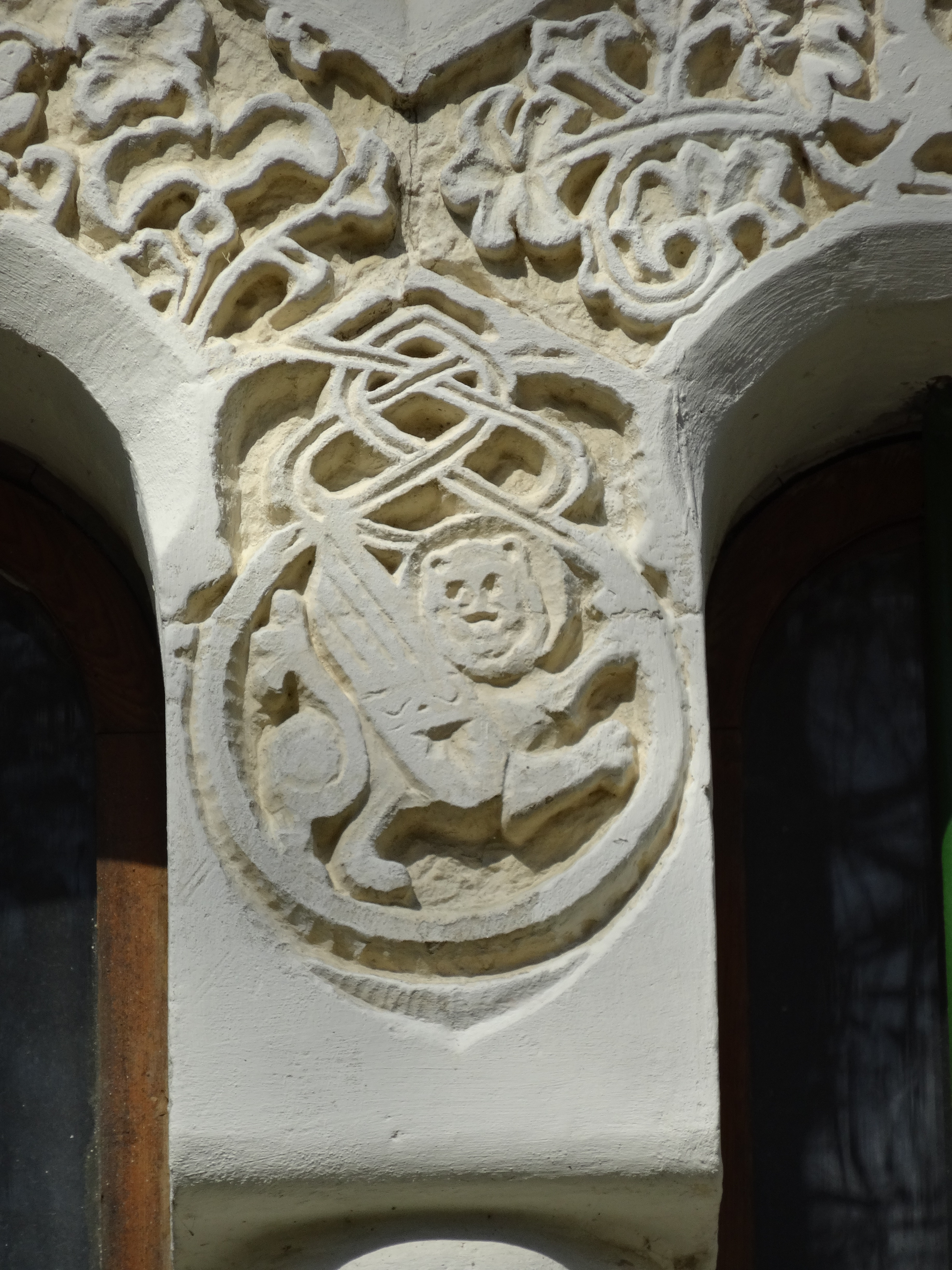
Stenristning av kyrkans fasad
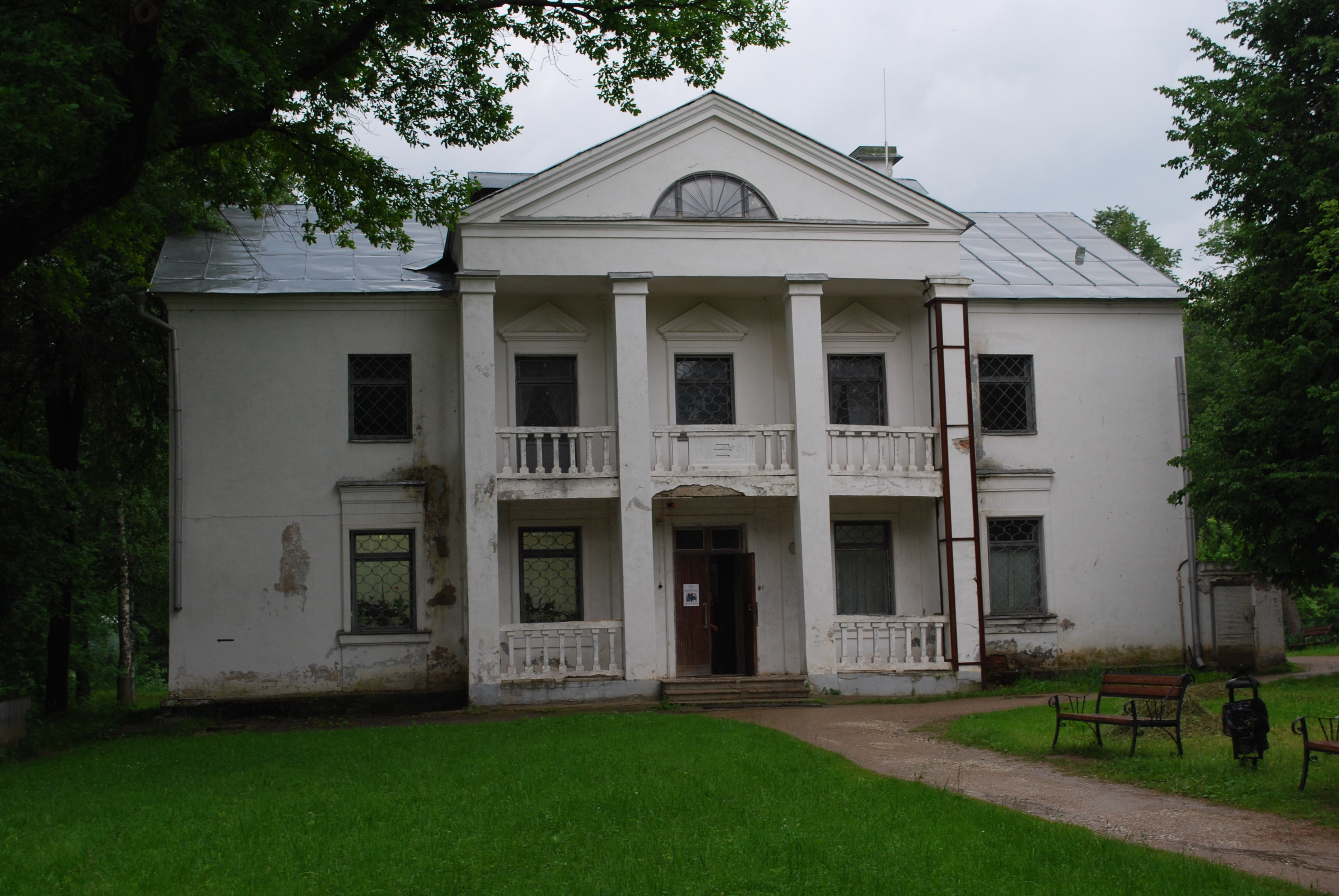
Tidigare medicinsk byggnad
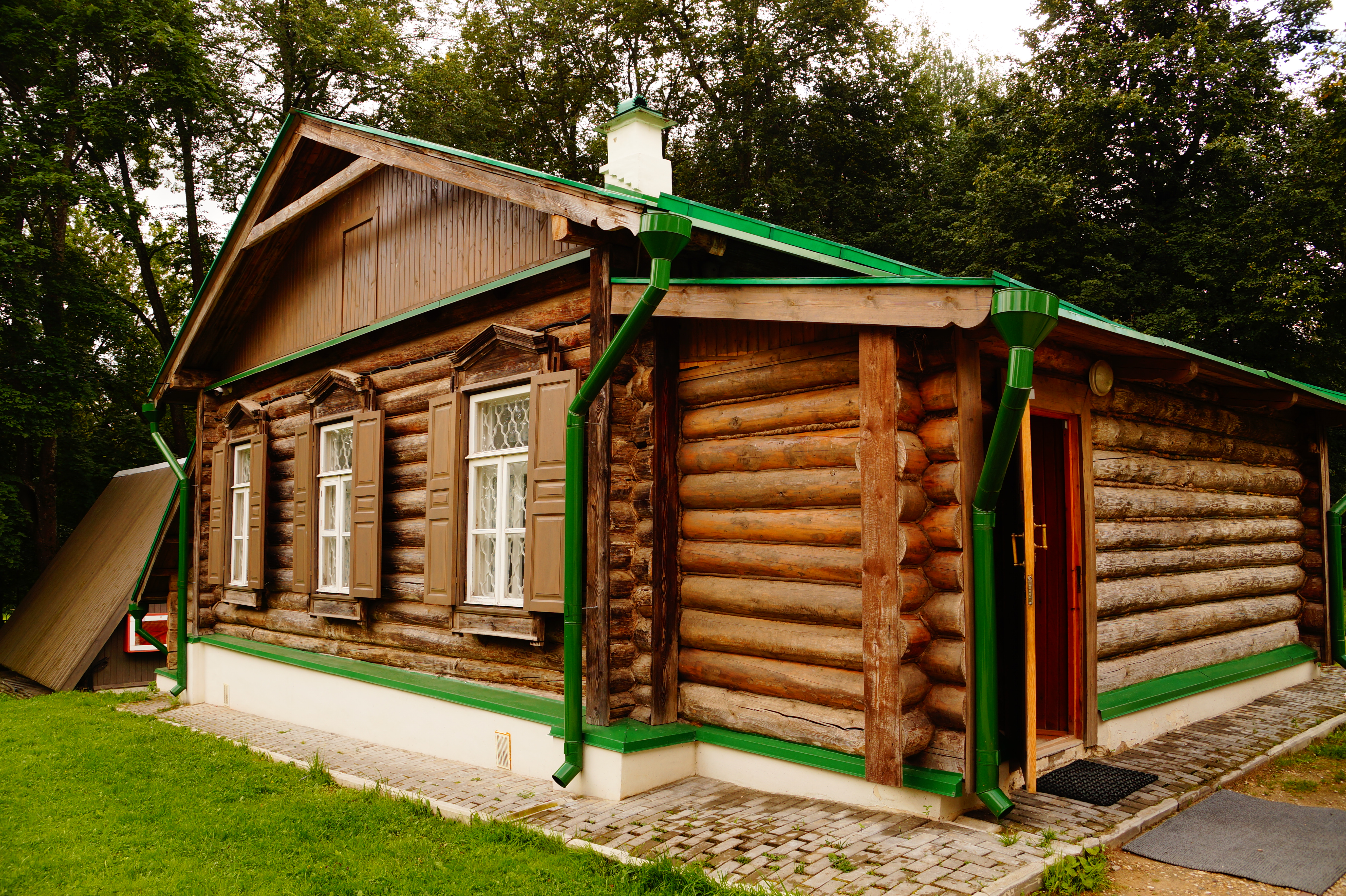
Chefens hus
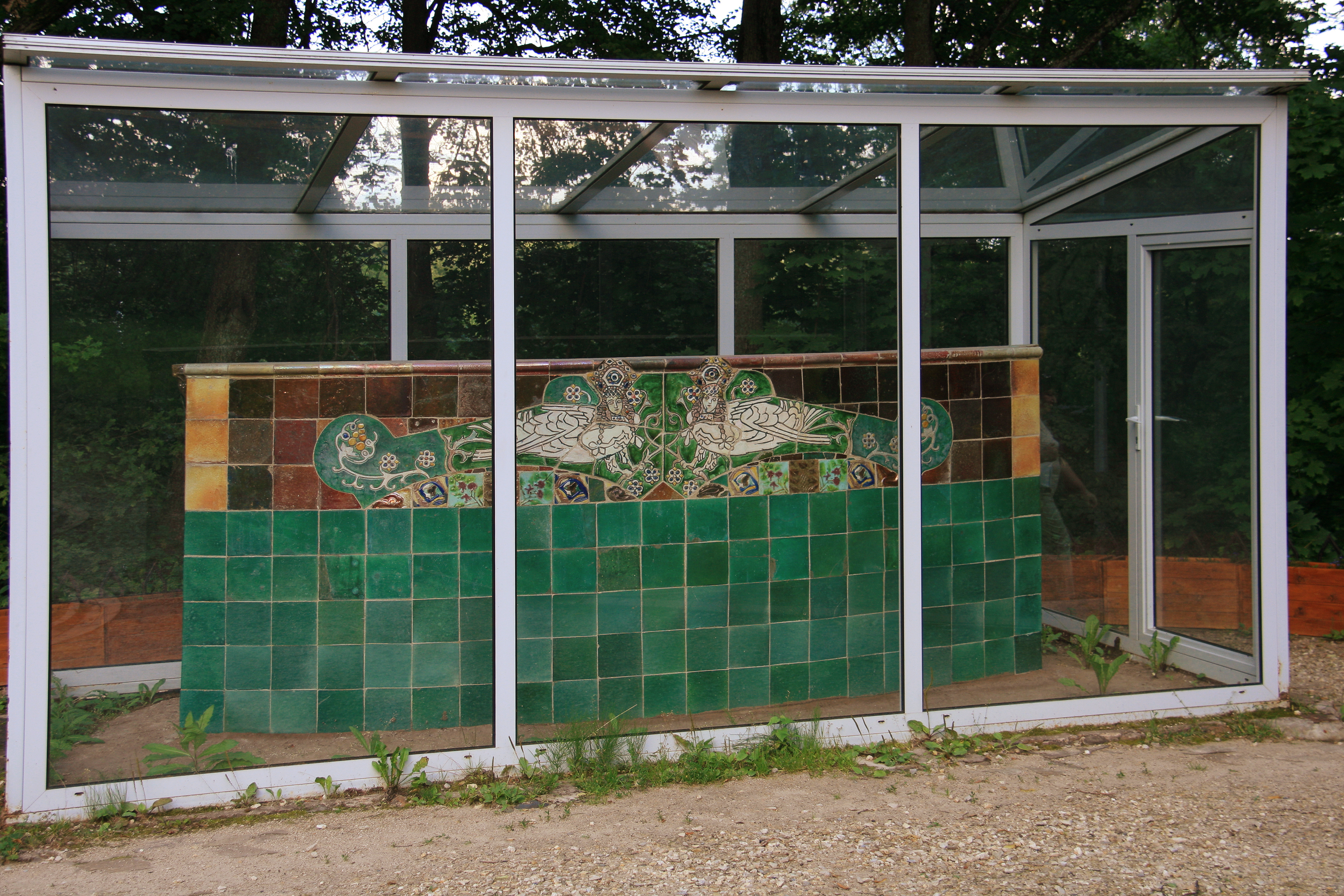
Bänk
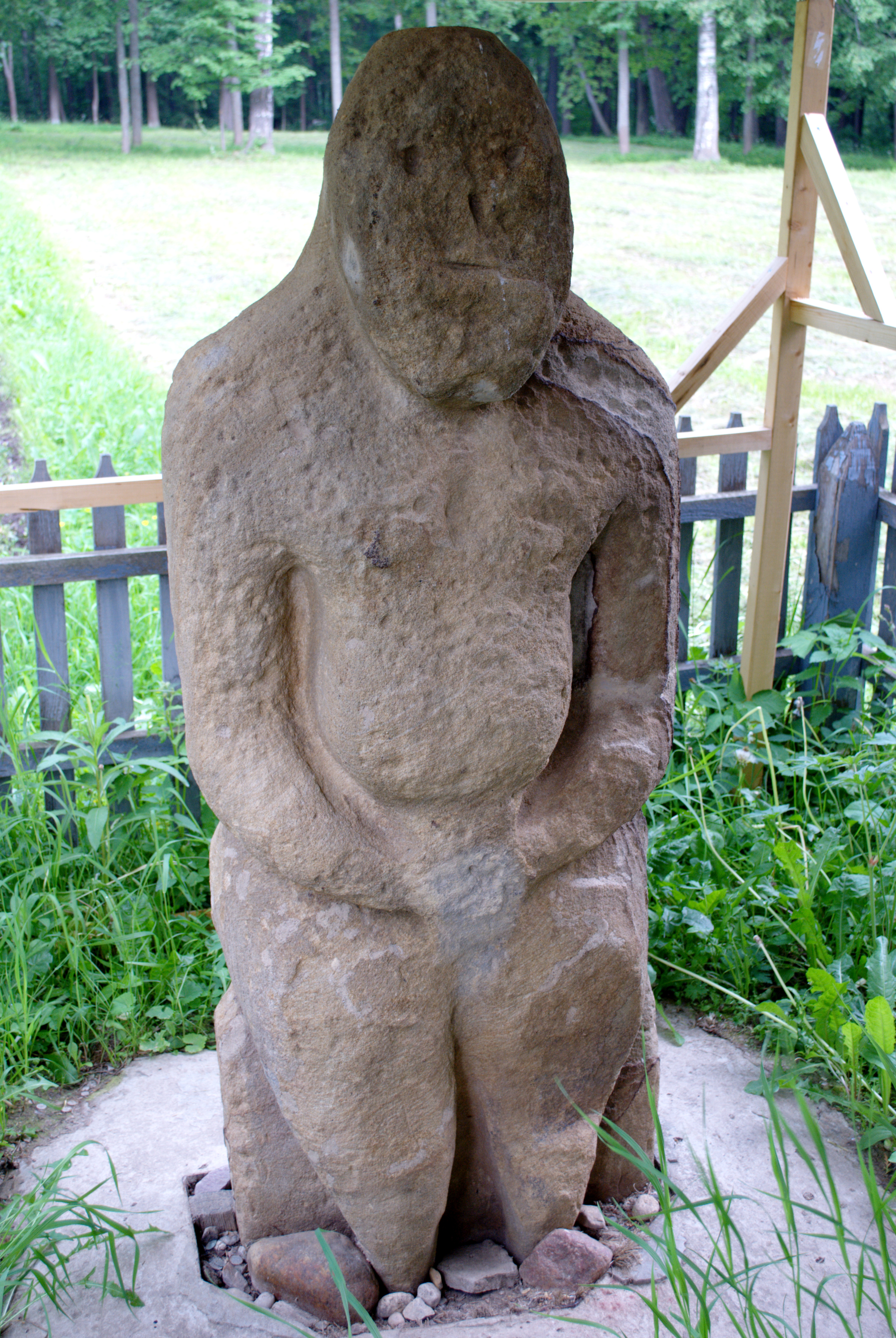
Sten kvinna
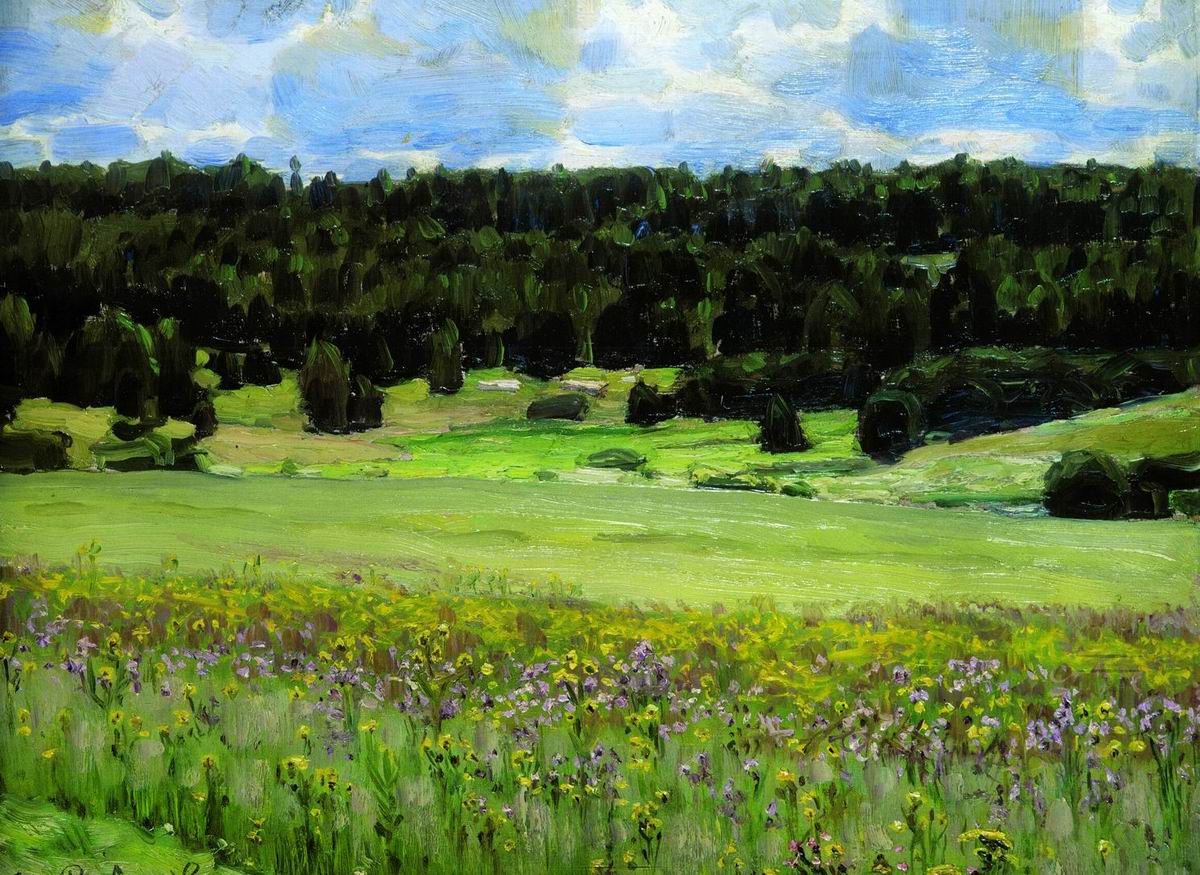
"Panorama", 1880–1886
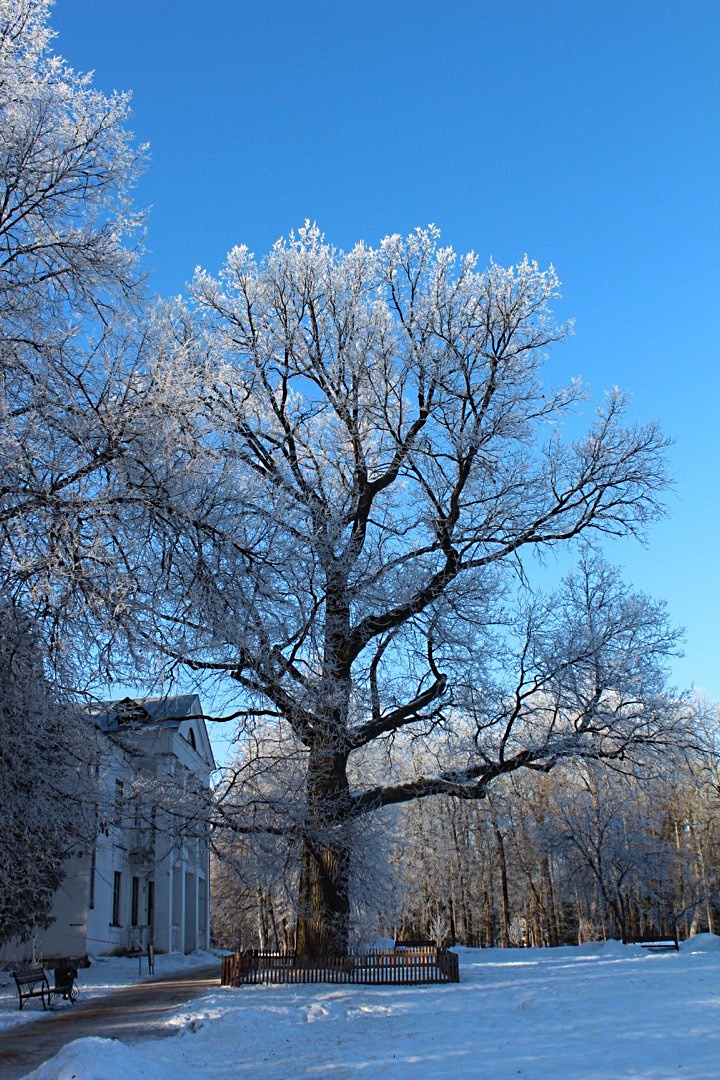
Ek
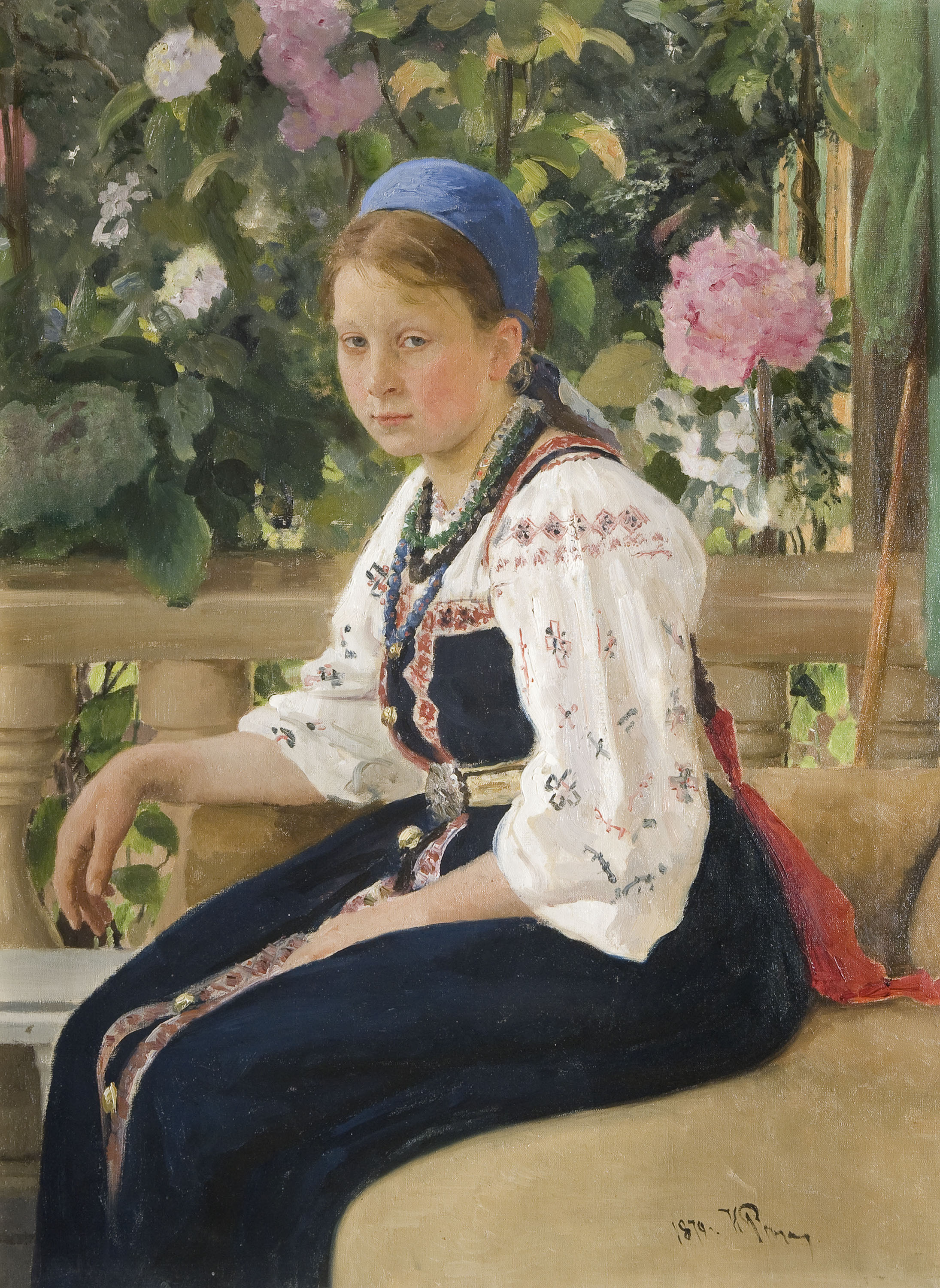
Porträtt, 1879
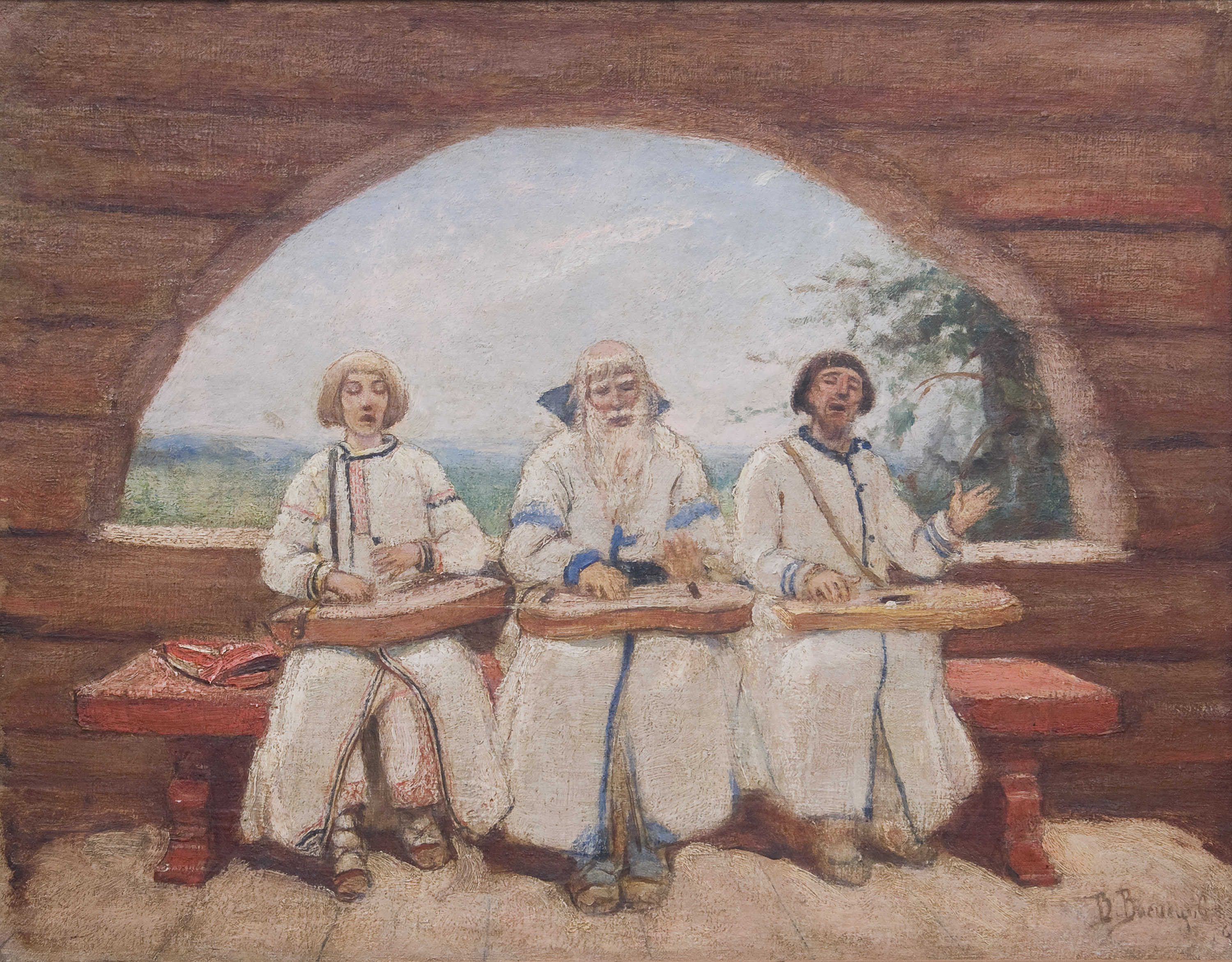
Musiker, 1896
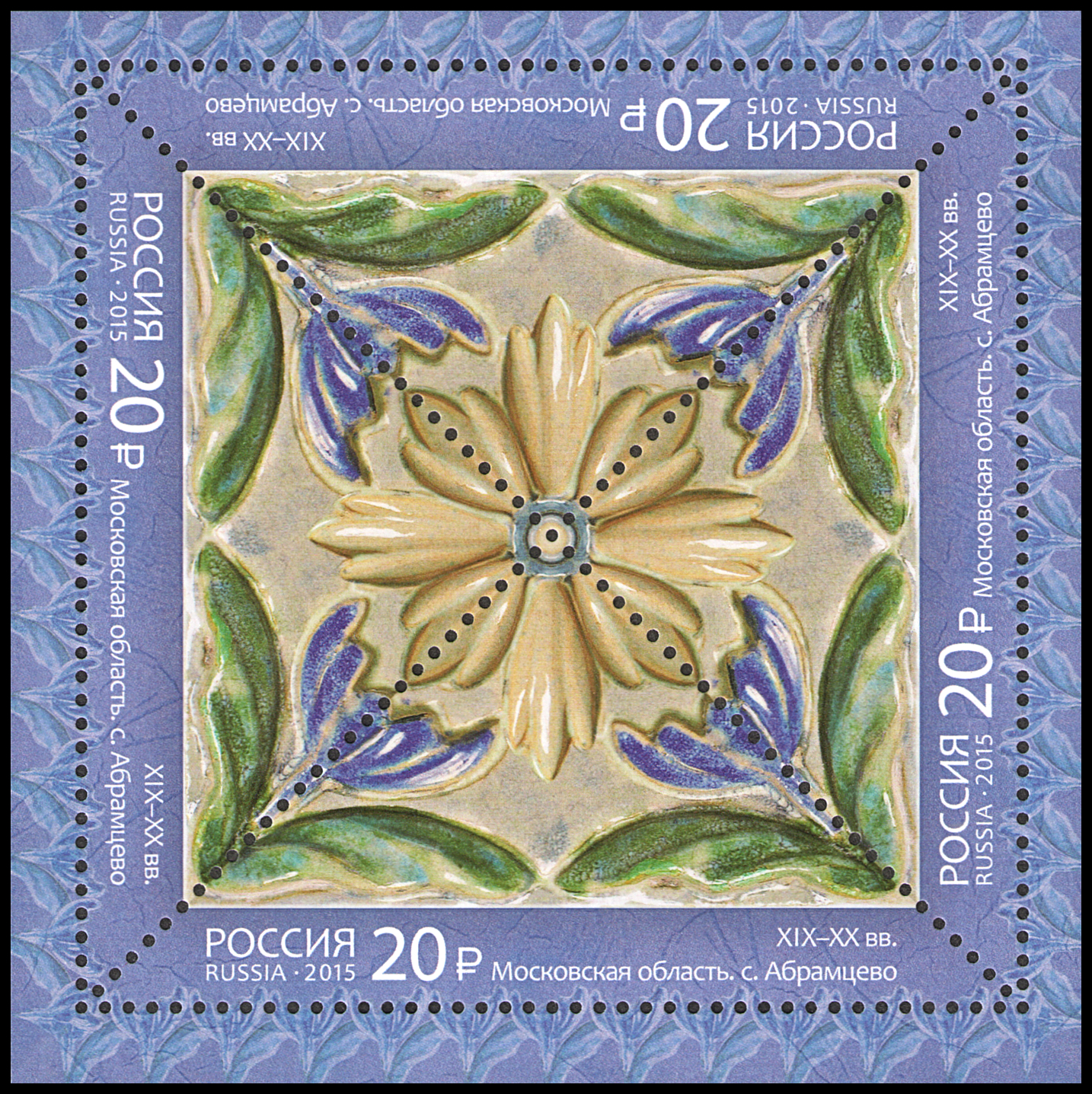
Frimärke med kakel